# Rosefelo Siosi
Rosefelo Siosi, född 23 augusti 1996, är en salomonisk långdistanslöpare.

## Karriär
Siosi tävlade för Salomonöarna vid olympiska sommarspelen 2016 i Rio de Janeiro, där han blev utslagen i försöksheatet på 5 000 meter.